# 프린스 밸리언트 (1954년 영화)
프린스 밸리언트(Prince Valiant)는 미국에서 제작된 헨리 헤서웨이 감독의 1954년 영화이다. 제임스 메이슨 등이 주연으로 출연하였고 로버트 L. 잭스 등이 제작에 참여하였다.

## 출연

### 주연
- 제임스 메이슨
- 자넷 리

### 조연
- 로버트 와그너
- 데브라 파겟
- 스테링 하이든
- 빅터 매클래글렌

## 제작진
- 미술: 마크-리 커크
- 미술: 라일 R. 휠러